# Beloševac
Beloševac (em cirílico: Белошевац) é uma vila da Sérvia localizada no município de Valjevo, pertencente ao distrito de Kolubara. A sua população era de 940 habitantes segundo o censo de 2011.

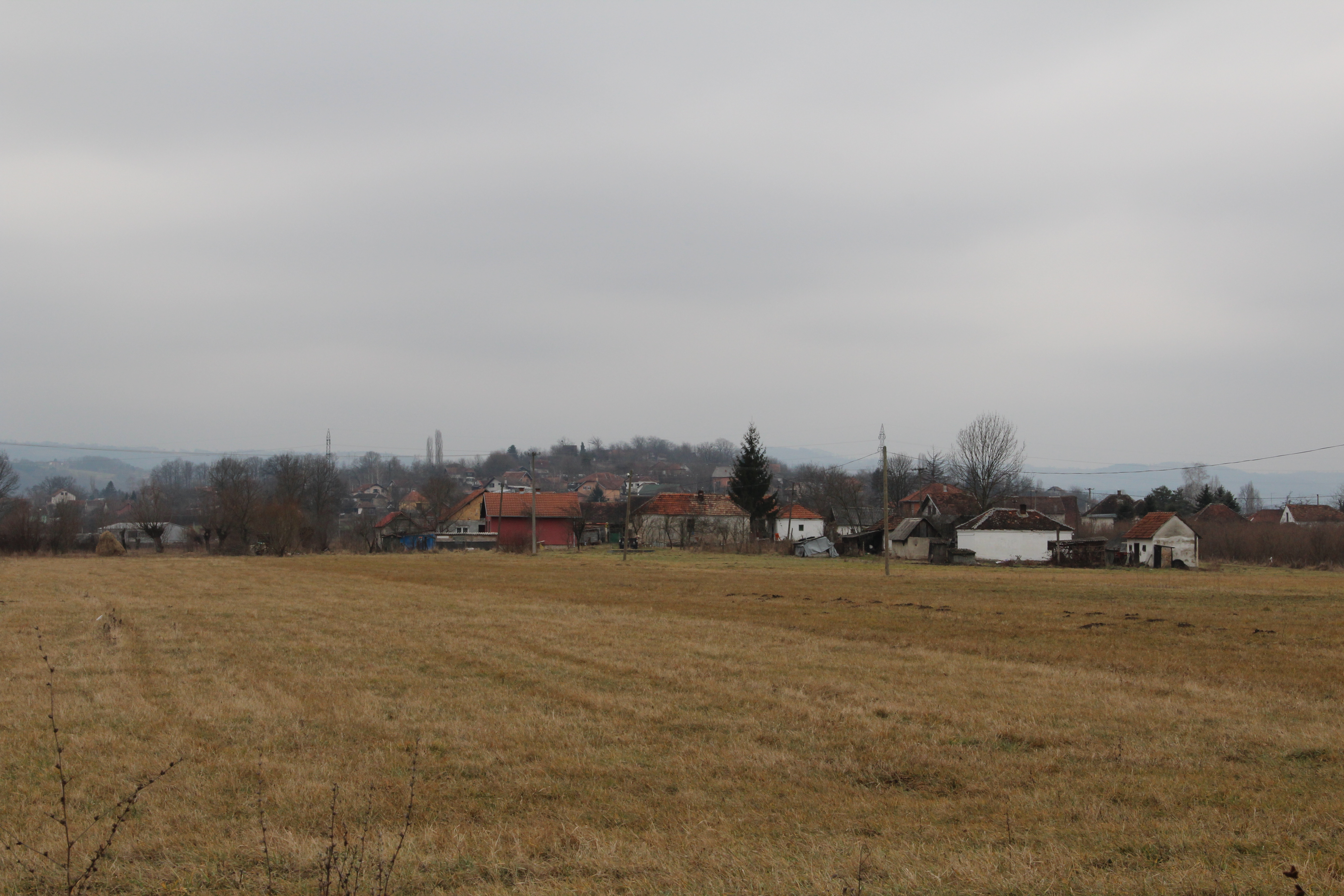
Vila Beloševac - panorama
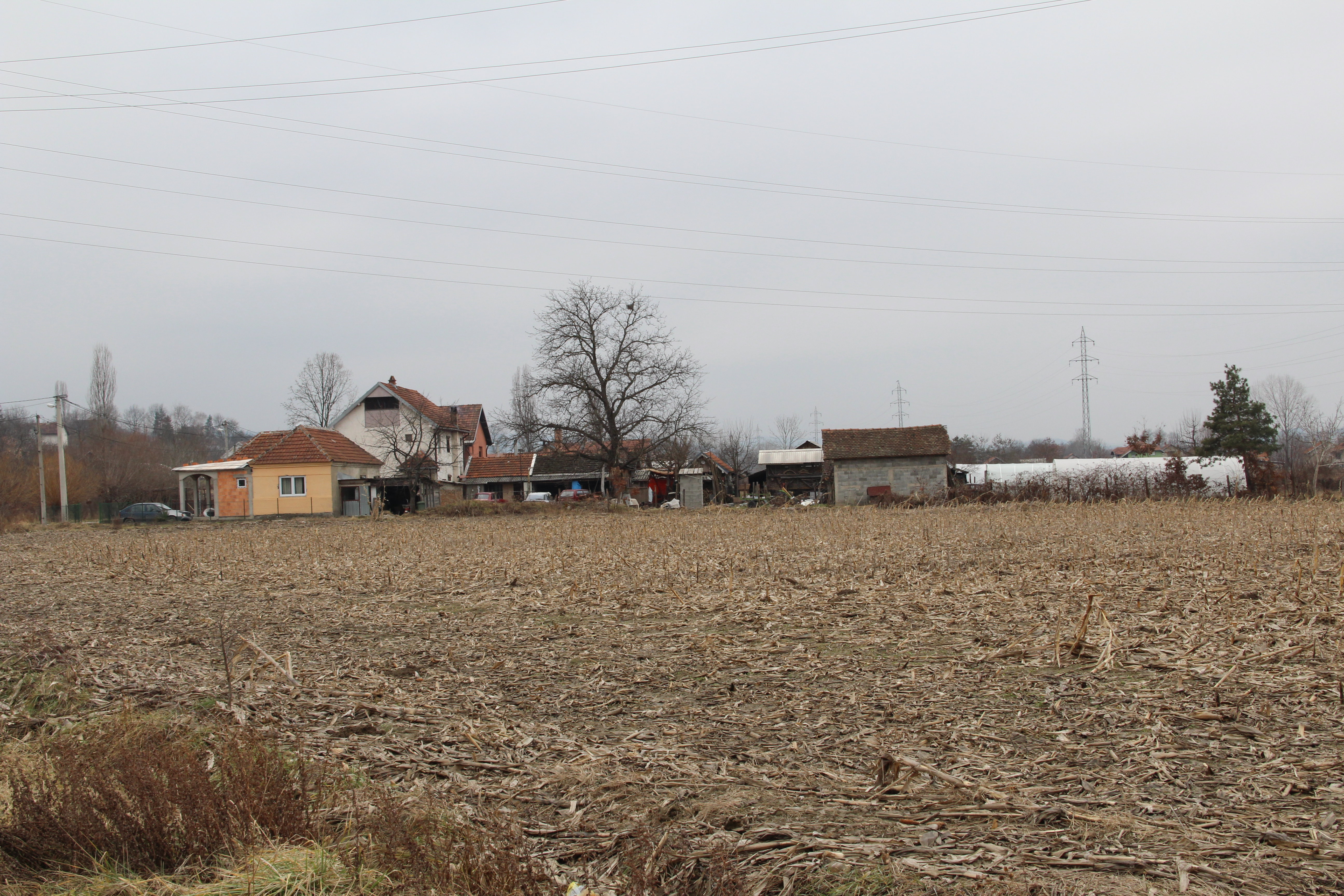
Vila Beloševac - panorama
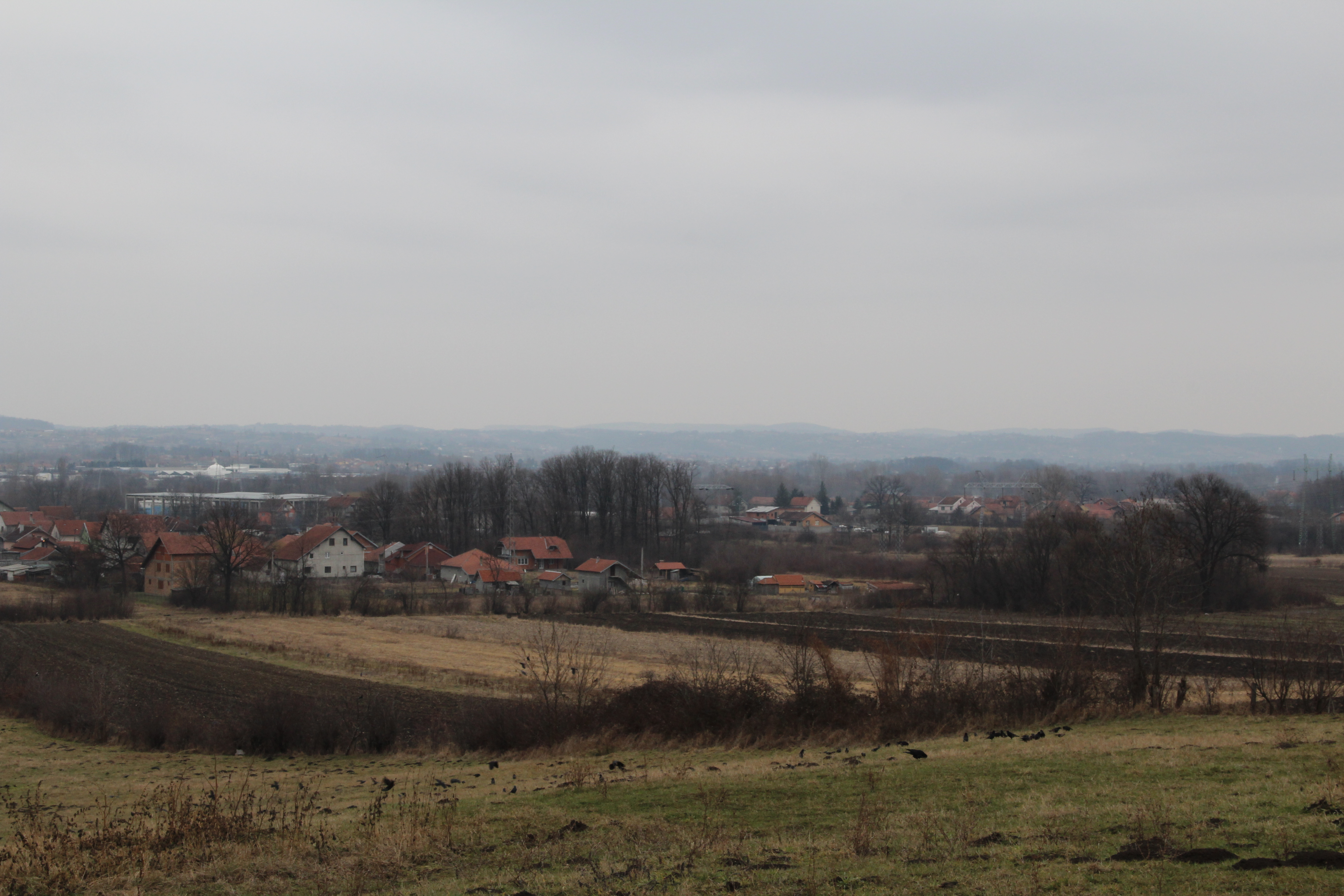
Vila Beloševac - vista do vale Kolubara
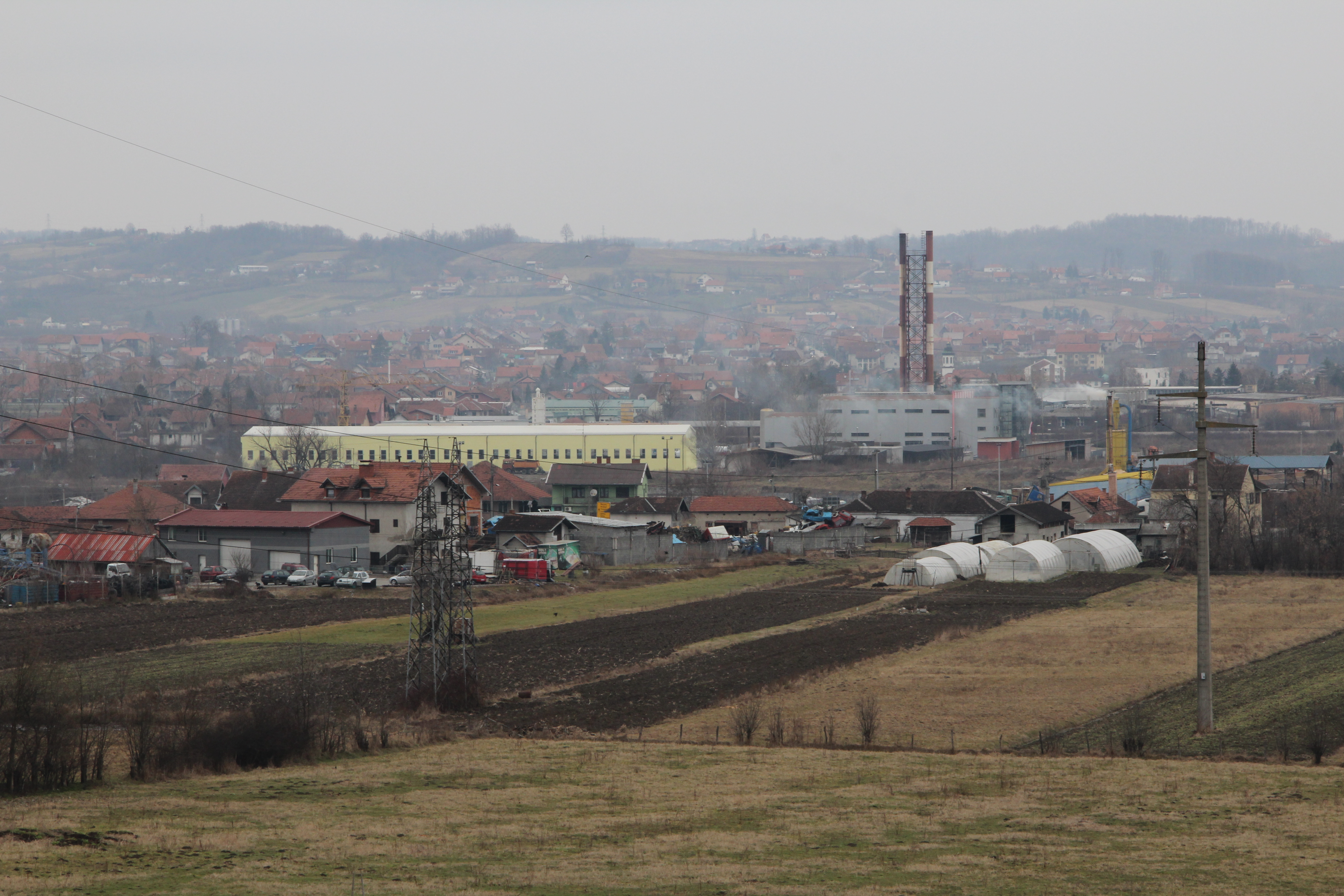
Vila Beloševac - vista da cidade central de aquecimento em Valjevo
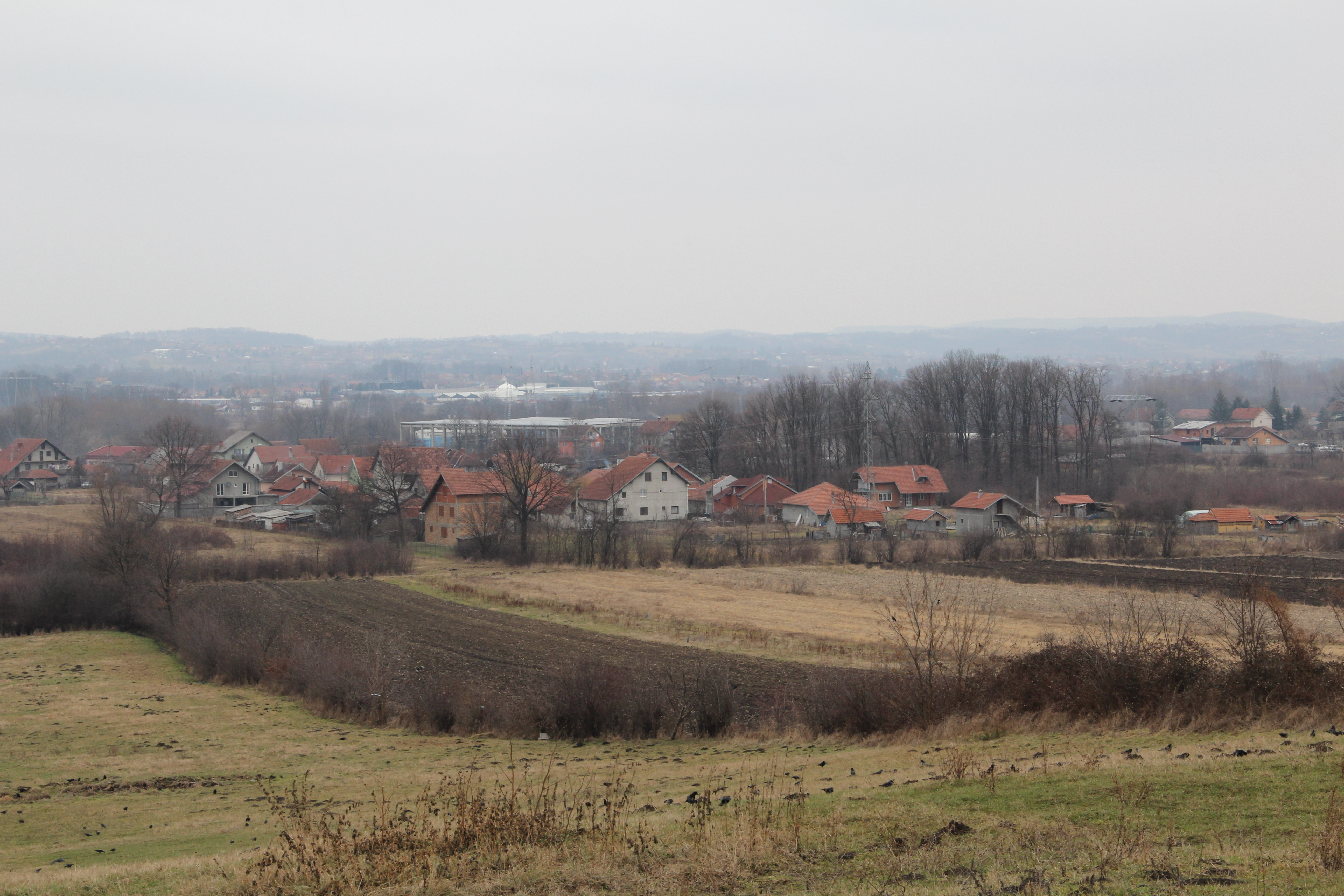
Vila Beloševac - vista da zona industrial da cidade de Valjevo
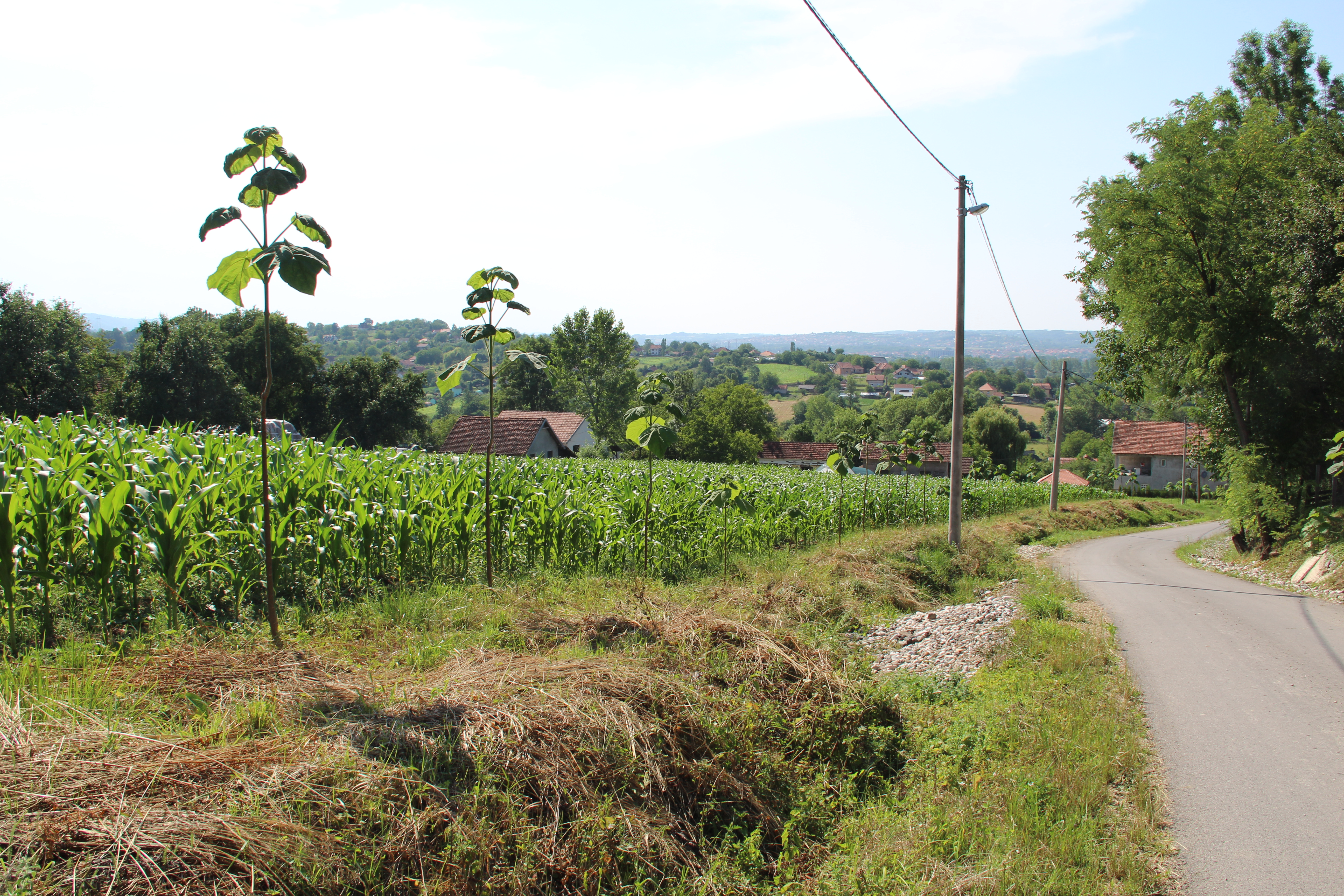
Belosevac - panorama
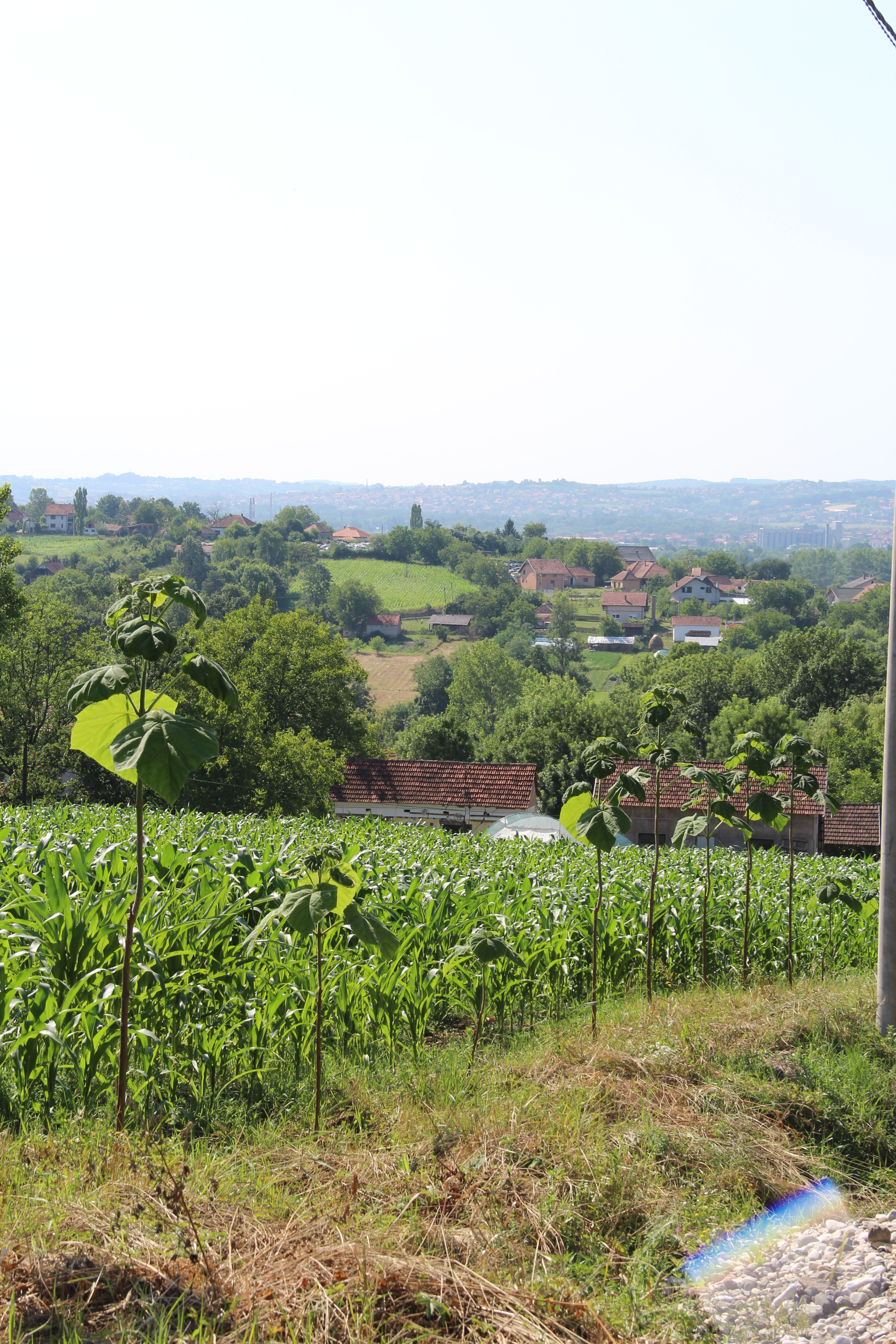
Belosevac - panorama
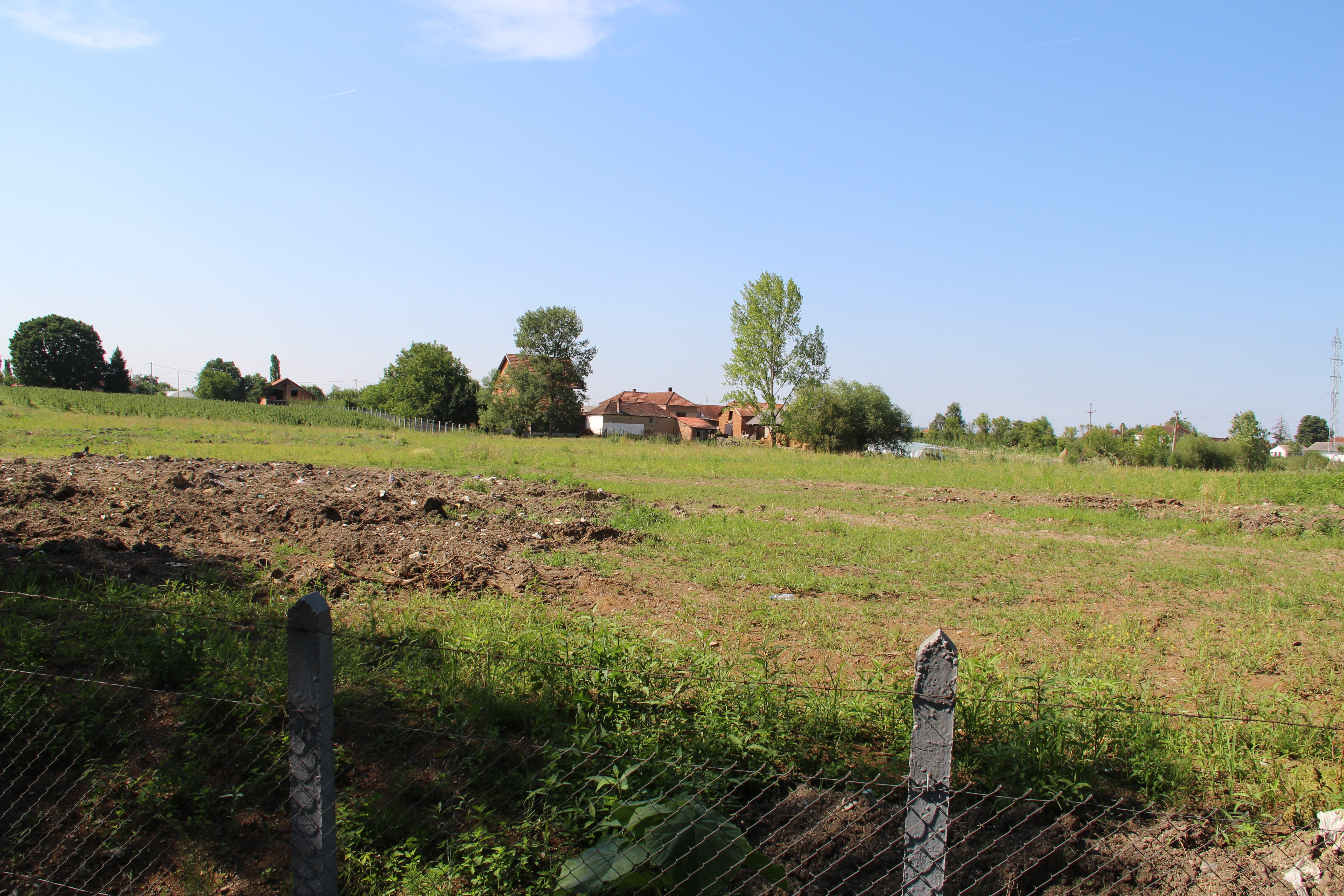
Belosevac - panorama
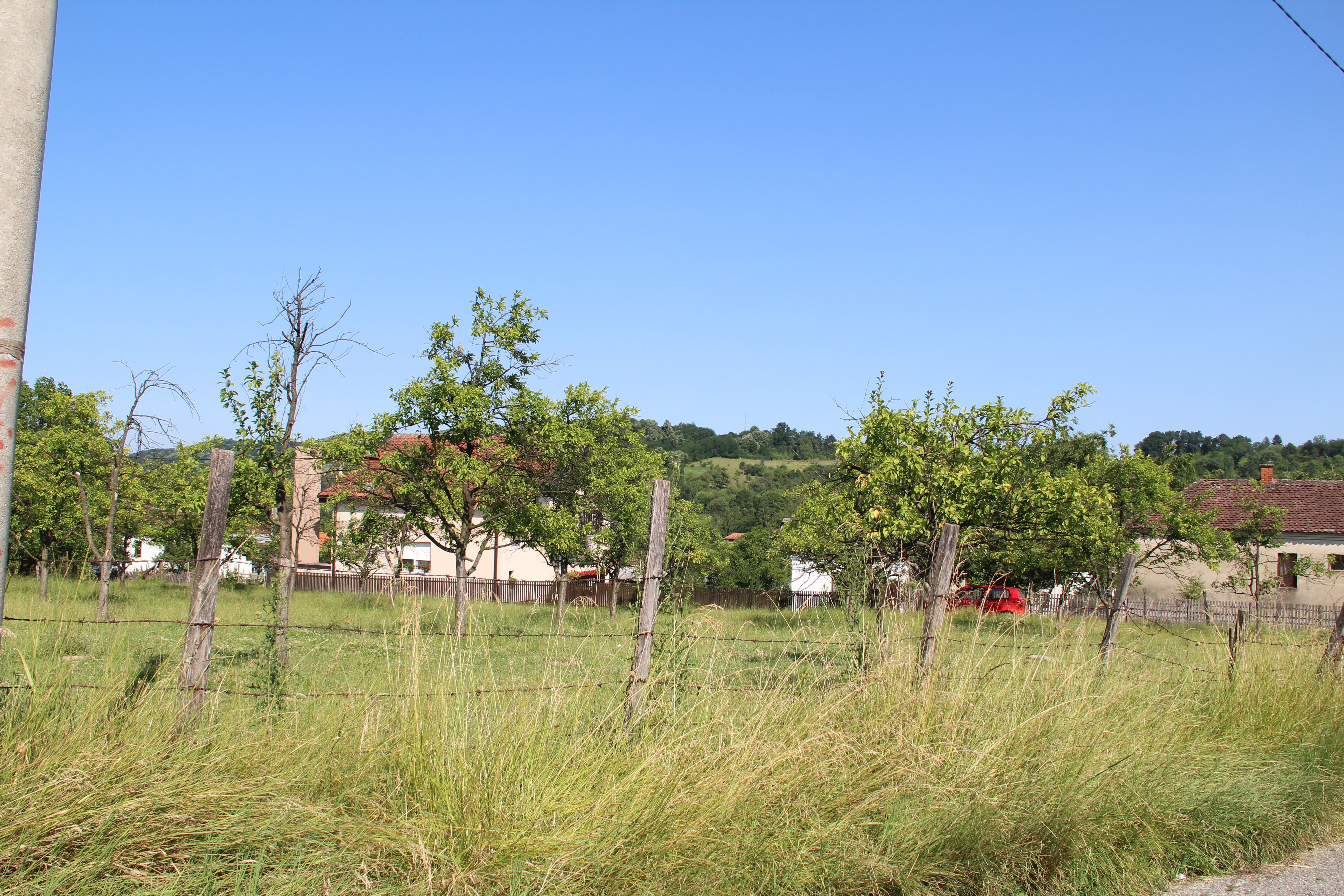
Belosevac - panorama

## Demografia
| 1948 | 1953 | 1961 | 1971 | 1981 | 1991 | 2002 | 2011 |
| ---- | ---- | ---- | ---- | ---- | ---- | ---- | ---- |
| 644  | 646  | 618  | 636  | 677  | 735  | 849  | 940  |